# PSMD9
PSMD9 (англ. Proteasome 26S subunit, non-ATPase 9) – білок, який кодується однойменним геном, розташованим у людей на короткому плечі 12-ї хромосоми. Довжина поліпептидного ланцюга білка становить 223 амінокислот, а молекулярна маса — 24 682.
| 10         |  | 20         |  | 30         |  | 40         |  | 50         |
| ---------- |  | ---------- |  | ---------- |  | ---------- |  | ---------- |
| MSDEEARQSG |  | GSSQAGVVTV |  | SDVQELMRRK |  | EEIEAQIKAN |  | YDVLESQKGI |
| GMNEPLVDCE |  | GYPRSDVDLY |  | QVRTARHNII |  | CLQNDHKAVM |  | KQVEEALHQL |
| HARDKEKQAR |  | DMAEAHKEAM |  | SRKLGQSESQ |  | GPPRAFAKVN |  | SISPGSPASI |
| AGLQVDDEIV |  | EFGSVNTQNF |  | QSLHNIGSVV |  | QHSEGKPLNV |  | TVIRRGEKHQ |
| LRLVPTRWAG |  | KGLLGCNIIP |  | LQR        |  |            |  |            |

A: Аланін

C: Цистеїн

D: Аспарагінова кислота

E: Глутамінова кислота

F: Фенілаланін

G: Гліцин

H: Гістидин

I: Ізолейцин

K: Лізин

L: Лейцин

M: Метіонін

N: Аспарагін

P: Пролін

Q: Глутамін

R: Аргінін

S: Серин

T: Треонін

V: Валін

W: Триптофан

Кодований геном білок за функціями належить до шаперонів, фосфопротеїнів. 
Задіяний у такому біологічному процесі, як альтернативний сплайсинг. 